# Michael Murach
Michael Murach (ur. 1 lutego 1911 w Gelsenkirchen, zm. 16 sierpnia 1941 w Dubrowce, ZSRR) – niemiecki bokser kategorii półśredniej, wicemistrz olimpijski, mistrz Europy.
Srebrny medalista letnich igrzysk olimpijskich w Berlinie. W finale przegrał ze Stenem Suvio z Finlandii.
Startując w Mistrzostwach Europy w Mediolanie 1937 zdobył złoty medal. Na następnych Mistrzostwach Europy w Dublinie 1939 roku, broniąc tytułu mistrza, przegrał swoją pierwszą walkę.
Uczestnicząc w mistrzostwach Niemiec, pięciokrotnie wywalczył tytuł w latach: 1935, 1937, 1938, 1939 i 1940. Trzykrotnie został wicemistrzem kraju: w 1934, 1936 i 1941 roku.